# عجاج نويهض
عجاج نويهض (1897- 1982 م) ،هو مؤرخ وكاتب وأديب ومترجم لبناني قومي عربي شغلته القضايا القومية طوال حياته.

## ولادته ونشأته
ولد في بلدة رأس المتن ثم انتقل إلى دمشق ثم القدس ليعيش فيها خمسًا وعشرين سنة من عمره وحتى عام 1948. توفي في 25 يونيو/حزيران عام 1982 في لبنان. أنهى دراسته في مدارس بلدته في رأس المتن ثم التحق في معهد الحقوق في القدس ليتخرج منه عام 1942. تزوج من “جمال سليم نويهض” وأنجبا ابنتهما بيان المعروفة باسم “بيان نويهض الحوت” لزواجها من شفيق الحوت.

## انتقاله إلى دمشق والقدس
عند قدوم الأمير فيصل إلى سوريا انتقل عجاج نويهض إلى دمشق وانتمى إلى النادي العربي الذي ضم آنذاك شخصيات مثل عادل عسيران وعلي رضا الركابي وساطع الحصري وعبد الله النجار وسليم الحاج إبراهيم وسواهم، لكنه قرر الانتقال إلى القدس خصوصاً بعد ما حصل في معركة ميسلون ودخول الفرنسيين لسوريا. أما انتقاله إلى القدس فكان لإيمانه بضرورة مقاومة الانتداب البريطاني والاستيطان الصهيوني لفلسطين. استقر في القدس وأكمل دراسته وعمل محامياً فيها.

## علاقته بمفتي فلسطين
نشط عجاج نويهض في القدس وكان له دور فعال في تأسيس حزب الاستقلال العربي عام 1932 الذي كانت أهدافه الرئيسة مناهضة الاحتلال البريطاني لفلسطين ومقاومة الاستيطان اليهودي. وكان مِمَن معه من مؤسسي هذا الحزب الحاج أمين الحسيني وعوني عبد الهادي ومحمد عزة دروزة وأكرم زعيتر. وهناك توثقت علاقته بالمفتي الحاج أمين الحسيني. فعيّنه سكرتيراً عاماً للمجلس الإسلامي الأعلى في فلسطين وثم مفتشاً عاماً للمحاكم الشرعية الإسلامية. وشارك في مؤتمر العالم الإسلامي في مكة بصفته أميناً عاماً لوفد فلسطين برئاسة الحاج أمين الحسيني 1924. اعتقلته سلطات الانتداب البريطاني في فلسطين أكثر من مرة بسبب مواقفه الوطنية وكتاباته، وأبعدته أولاً إلى أريحا ثم وضعته في معتقل الصرفند.

## الوحدة الفلسطينية الأردنية
بعد حرب 1948 تتابعت أربعة مؤتمرات أدت إلى الوحدة بين ما تبقى من فلسطين والأردن، في كل من عمّان وأريحا ورام الله ونابلس. كان لعجاج نويهض دور أساسي فيها خصوصًا في مؤتمري عمّان وأريحا.

### مؤتمر عمَّان
عقد في عمّان بتاريخ 1 أكتوبر/تشرين الأول 1948 مؤتمر فلسطيني للبحث في وحدة الضفتين حضره حشد كبير من أهل فلسطين، وعدد كبير من الشخصيات الشرق أردنية، كما شهده توفيق أبو الهدى مندوباً عن الملك عبد الله. شكل هذا المؤتمر لجنة تنفيذية فلسطينية من أجل تحقيق هذه الفكرة وتحويلها إلى واقع عملي، شارك في هذه اللجنة: الشيخ سليمان التاجي الفاروقي رئيساً والشيخ سعد الدين العلمي نائبا للرئيس وعجاج نويهض سكرتيراً.

#### من مقررات المؤتمر
- الدعوة إلى وحدة أردنية – فلسطينية.
- دعوة الجيوش العربية إلى مواصلة القتال في فلسطين.
- دعوة الحكومات العربية إلى تزويد الفلسطينيين بالسلاح.
- الدعوة إلى مؤتمر فلسطيني (أوسع) يعلن فيه أهل فلسطين مبايعتهم الملك عبد الله ملكاً على فلسطين.

### مؤتمر أريحا
بدعوة من الحاكم العسكري العام عمر مطر انعقد المؤتمر الثاني في مدينة أريحا بتاريخ 1 ديسمبر 1948. انعقد المؤتمر برئاسة الشيخ محمد علي الجعبري رئيس بلدية الخليل. استمر المؤتمر ساعتين، وانتهى بانتخاب لجنة لتضع مقترحات وهي تدعو إلى ضم البقية الباقية من فلسطين وهي ما عرف بالضفة الغربية من نهر الأردن إلى الضفة الشرقية تحت التاج الهاشمي، ثم ذهب عدد من أعضاء المؤتمر إلى قصر المصلى في الشونة، حيث ألقى عجاج نويهض كلمة أمام الملك عبد الله قال فيها: لقد اتفق المؤتمرون في أريحا على مبايعة جلالتكم لتكون بقية فلسطين تحت عرشكم.
انعقد المؤتمران الآخران في رام الله ونابلس تباعاً حتى تمت الوحدة تحت راية التاج الهاشمي باسم المملكة الأردنية الهاشمية عام 1950.

## عمله في الإعلام
- أسس مجلة العرب في القدس صدرت مدة ثلاثة أعوام ثم عدل عنها بناء على نصيحة المفتي.[5]
- عمل مراسلاً لجريدة الأهرام المصرية 1932 –1940.
- عمل مديراً للإذاعة العربية في القدس أثناء الحرب العالمية الثانية.
- عمل مديرا للمطبوعات والنشر في الأردن.

## العودة
كان بيته في غربي القدس الذي وقع تحت الاحتلال وضاع منه عام 1948، مما دفعه للانتقال والعيش في عمان حتى عام 1959. لكنه قرر العودة إلى لبنان ليعيش حتى وفاته ودفنه في مسقط رأسه عام 1982، في خضم الاجتياح الإسرائيلي للبنان. وبسبب المعارك لم يُدفن إلا بعد خمسة أيام من وفاته في حديقة بيته في رأس المتن.
وقد صدر عن دار الاستقلال للدراسات والنشر، بمناسبة الذكرى الخامسة والعشرين لرحيل عجاج نويهض، كتابا بعنوان عجاج نويهض - رأس المتن تاريخ وذكريات.

## مؤلفاته
- التنوخيين.
- ستون عاماً مع القافلة العربية، المؤسسة العربية للدراسات والنشر.
- أبو جعفر المنصور وعروبة لبنان.
- فتح القدس.
- رجال من فلسطين: بين بداية القرن حتى 1948، مطبعة الكرمل، 1981م.
- عدد من المقالات.
- بروتوكولات حكماء صهيون، مجلدين، ترجمة، المؤسسة العربية للدراسات والنشر.
- ترجمة كتاب «حاضر العالم الإسلامي» للأمريكي لوثروب ستودّارد.

## روابط  خارجية
- قناة الجزيرة في لقاء مع ابنته بيان
- جريدة السفير اللبنانية
- جريدة المستقبل اللبنانية
- موقع شفيق الحوت نسخة محفوظة 29 سبتمبر 2007 على موقع واي باك مشين.